# Ian P. Griffin

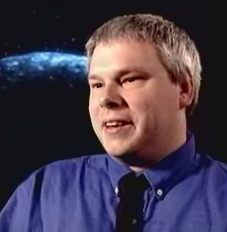
Ian P. Griffin

Ian P. Griffin (* Januar 1966) ist ein britischer Astronom und Asteroidenentdecker.
Er studierte Astronomie am University College London und erwarb dort 1991 den Doktorgrad.
Von 1990 bis 1995 war er Direktor des Armagh Planetariums in Nordirland. Von dort wechselte er an das Astronaut Memorial Planetarium and Observatory des Brevard Community College in Cocoa in Florida und danach an das Auckland Observatory in Neuseeland. Zwischen 2004 und 2007 arbeitete er als Direktor des Museum of Science and Industry in Manchester. Derzeit ist er Vorstand der gemeinnützigen Organisation Science Oxford.
Im Zeitraum von 1998 bis 1999 identifizierte er zusammen mit Kollegen insgesamt 25 Asteroiden.
Daneben entdeckte und beschrieb er das transneptunische Doppelsystem 1998 WW31 im Kuipergürtel.

## Quelle
- Lutz D. Schmadel: Dictionary of Minor Planet Names. 5th ed. Springer, Berlin 2003, ISBN 3-540-00238-3 (engl.) [Voransicht bei Google Book Search]

| (10924) Mariagriffin  | 29. Januar 1998   |
| (11678) Brevard       | 25. Februar 1998  |
| (13376) Dunphy        | 15. November 1998 |
| (14179) Skinner       | 15. November 1998 |
| (17020) Hopemeraengus | 24. Februar 1999  |
| (23988) Maungakiekie  | 2. September 1999 |
| (23990) Springsteen   | 4. September 1999 |
| (25273) Barrycarole   | 15. November 1998 |
| (27120) Isabelhawkins | 28. November 1998 |
| (31239) Michaeljames  | 21. Februar 1998  |
| (31268) Welty         | 16. März 1998     |
| (33179) Arsènewenger  | 29. März 1998     |
| (49291) Thechills     | 8. November 1998  |
| (85773) Gutbezahl     | 25. Oktober 1998  |